# Damora mediodefecta
Damora mediodefecta är en fjärilsart som beskrevs av Hermann Stauder 1921. Damora mediodefecta ingår i släktet Damora och familjen praktfjärilar. Inga underarter finns listade i Catalogue of Life.